# Coracornis raveni
Coracornis raveni là một loài chim trong họ Pachycephalidae.